# Argyreia nervosa
Argyreia nervosa és una planta asiàtica de la família de les convolvulàcies, amb flors que recorden de lluny les roses, motiu pel qual es coneix entre qui la ingereix com a "rosa lisèrgica".

## Descripció
Planta enfiladissa amb fulles grans amb forma de cor de color verd i amb l'anvers de color blanc.
Les seves flors són d'uns 5cm de llarg amb forma d'envol i color entre porpra i rosa, més fosques en el seu interior.
El fruit sec de color marró fosc en forma de càpsula conté d'1 a 4 llavors de color marró. La càpsula està dividida en 5 seccions en forma de pètals.

## Principis actius
Les llavors contenen un 0,3% d'alcaloides.
Els components més importants són l'amina de l'àcid D-lisèrgic, també coneguda com a ergina i la isoergina.

## Ús psicotròpic
La majoria dels seus efectes són causats per la presència d'ergina. Els efectes de la ingesta oral de les llavors han sigut comparats al LSD, encara que considerablement menys potents. És caracteritzada com a psicodèlic, depenent de la dosificació. Els canvis més notables induïts són cognitius, encara que les al·lucinacions auditives també siguin sovint esmentades. La percepció de temps i espai pot ser canviada seriosament. En les dosis baixes-mitges es produeix una eufòria lleugera (il·luminació) i un aixecament d'humor.
Les llavors originals índies, així com les llavors de Ghana, tenen nivells baixos de LSA, però concentracions més altes d'altres alcaloides. Aquests extractes són menys potents, en termes d'al·lucinacions visuals. Molts usuaris de Ghana i indis relaten un estat semblant al d'un narcòtic després de la ingesta de les llavors hawaianes, moltes vegades no han patit cap al·lucinació visual en absolut. A més una dosi de la varietat Hawaiana es troba en l'ordre d'1g contra els 2g o 3g necessaris de les llavors índies o de Ghana respectivament.
Els efectes de les llavors poden ser notats després d'ingerir unes 3 llavors, d'4 a 6 és una dosi estancar, i hi ha informes de fortes al·lucinacions després de la ingesta de 12 a 16 llavors. Això també depèn de l'edat de les llavors, ja que alguns compostos psicoactius trobats en llavors hawaianes poden espatllar-se en un temps de 6 a 9 mesos.
Els efectes poden durar de 4 a 12 hores, amb efectes suaus que duren aproximadament un dia i en general és acompanyada d'incomoditat gàstrica, incloent la nàusea severa i la flatulència. Altres efectes secundaris després dels efectes d'aquestes llavors serien la fotosensibilitat i les habilitats motores perjudicades.
A vegades es recomana retirar la capa externa de les llavors per reduir aquests efectes, encara que no sembli que pugui haver-hi cap acord general quant a l'eficàcia d'aquestes pràctiques i s'ha suggerit que pot no ser cert. Com el LSD, la LSA pot causar contraccions uterines, que poden conduir a l'avortament si les llavors són consumides en la fase d'embaràs.

## Precaucions
Les dones embarassades no han d'ingerir-la per les seves propietats uterotòniques.
Pot produir nàusees o espasmes abdominals.